# Ercé-en-Lamée
Ercé-en-Lamée (bret. Herzieg-Mez) – miejscowość i gmina we Francji, w regionie Bretania, w departamencie Ille-et-Vilaine.
Według danych na rok 1990 gminę zamieszkiwało 1145 osób, a gęstość zaludnienia wynosiła 29 osób/km² (wśród 1269 gmin Bretanii Ercé-en-Lamée plasuje się na 523. miejscu pod względem liczby ludności, natomiast pod względem powierzchni na miejscu 153.).